# Mount Cassidy
Mount Cassidy ist ein 1917 m hoher Berg im ostantarktischen Viktorialand. In der Olympus Range ragt er als markante Landmarke im nordöstlichen Teil des Prentice-Plateaus auf. An seiner Ostflanke befindet sich ein zerklüfteter Bergkamm.
Das Advisory Committee on Antarctic Names benannte ihn 2004 nach Dennis Stephen Cassidy (* 1933), Kurator der Antarctic Marine Geology Research Facility and Core Library an der Florida State University in Tallahassee von 1962 bis 1991.